# شیوون فینران
شیوون فینران (انگلیسی: Siobhan Finneran، تلفظ: /ʃᵻˈvɔ:n/؛ زادهٔ ۲ ژانویهٔ ۱۹۶۶) یک هنرپیشه سینما و تلویزیون اهل بریتانیا است.
از فیلم‌ها یا برنامه‌های تلویزیونی که وی در آن نقش داشته است می‌توان به دانتون ابی اشاره کرد.